# Coupe de la Ligue japonaise de football 1997
Navigation
Coupe de la Ligue 1996 Coupe de la Ligue 1998
La coupe de la Ligue japonaise 1997 est la 5e édition de la Coupe de la Ligue japonaise, organisée par la J.League, elle oppose les 17 équipes de J.League et 3 équipes de JFL du 8 mars 1997 au 29 novembre 1997.
Le vainqueur se qualifie pour la Coupe Suruga Bank.

## Format
Les 17 équipes de J.League 1997 et 3 équipes de JFL 1997 participent au tournoi.

## Phase de groupes

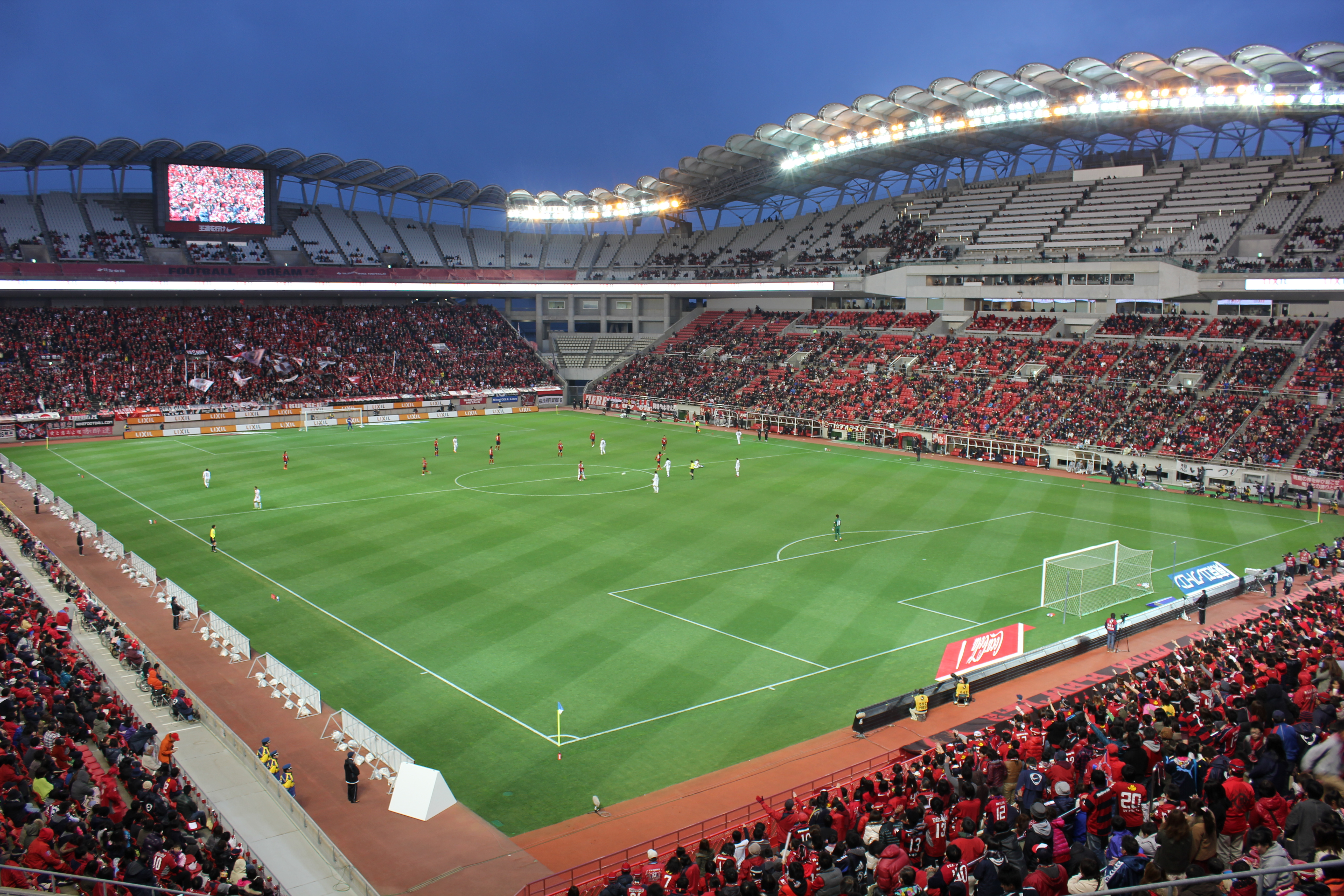
Stade de football de Kashima, où fut jouée la finale en 1997, gagnée par les Kashima Antlers 5-1.

Les premiers de chaque groupe et les 3 meilleur deuxième se qualifient pour les quarts de finale.

### Groupe A
| Rang | Équipe                  | Pts | J | G | N | P | Bp | Bc | Diff |  | Résultats (▼ dom., ► ext.) | ICH | SHI | BEL | SEN |
| ---- | ----------------------- | --- | - | - | - | - | -- | -- | ---- |  | -------------------------- | --- | --- | --- | --- |
| 1    | JEF United Ichihara (1) | 15  | 6 | 5 | 0 | 1 | 15 | 5  | +10  |  | JEF United Ichihara (1)    |     | 3-0 | 3-1 | 4-0 |
| 2    | Shimizu S-Pulse (1)     | 9   | 6 | 2 | 3 | 1 | 7  | 6  | +1   |  | Shimizu S-Pulse (1)        | 2-0 |     | 0-0 | 1-1 |
| 3    | Bellmare Hiratsuka (1)  | 8   | 6 | 2 | 2 | 2 | 14 | 10 | +4   |  | Bellmare Hiratsuka (1)     | 1-2 | 2-2 |     | 6-0 |
| 4    | Brummel Sendai (2)      | 1   | 6 | 0 | 1 | 5 | 5  | 20 | -15  |  | Brummel Sendai (2)         | 1-3 | 0-2 | 3-4 |     |

### Groupe B
| Rang | Équipe                | Pts | J | G | N | P | Bp | Bc | Diff |  | Résultats (▼ dom., ► ext.) | SAP | KAW | OSA | YOK |
| ---- | --------------------- | --- | - | - | - | - | -- | -- | ---- |  | -------------------------- | --- | --- | --- | --- |
| 1    | Consadole Sapporo (2) | 9   | 6 | 2 | 3 | 1 | 12 | 10 | +2   |  | Consadole Sapporo (2)      |     | 2-2 | 1-0 | 1-2 |
| 2    | Verdy Kawasaki (1)    | 9   | 6 | 2 | 3 | 1 | 9  | 8  | +1   |  | Verdy Kawasaki (1)         | 2-2 |     | 1-2 | 1-1 |
| 3    | Gamba Osaka (1)       | 7   | 6 | 2 | 1 | 3 | 10 | 11 | -1   |  | Gamba Osaka (1)            | 3-3 | 0-1 |     | 1-2 |
| 4    | Yokohama Marinos (1)  | 7   | 6 | 2 | 1 | 3 | 10 | 12 | -2   |  | Yokohama Marinos (1)       | 1-3 | 1-2 | 3-4 |     |

### Groupe C
| Rang | Équipe                 | Pts | J | G | N | P | Bp | Bc | Diff |  | Résultats (▼ dom., ► ext.) | ANT | URA | OSA | TOS |
| ---- | ---------------------- | --- | - | - | - | - | -- | -- | ---- |  | -------------------------- | --- | --- | --- | --- |
| 1    | Kashima Antlers (1)    | 11  | 6 | 3 | 2 | 1 | 16 | 9  | +7   |  | Kashima Antlers (1)        |     | 0-0 | 2-4 | 5-0 |
| 2    | Urawa Red Diamonds (1) | 10  | 6 | 2 | 4 | 0 | 9  | 3  | +6   |  | Urawa Red Diamonds (1)     | 1-1 |     | 3-1 | 4-0 |
| 3    | Cerezo Osaka (1)       | 8   | 6 | 2 | 2 | 2 | 11 | 10 | +1   |  | Cerezo Osaka (1)           | 3-4 | 1-1 |     | 2-0 |
| 4    | Sagan Tosu (2)         | 2   | 6 | 0 | 2 | 4 | 1  | 15 | -14  |  | Sagan Tosu (2)             | 1-4 | 0-0 | 0-0 |     |

### Groupe D
| Rang | Équipe                   | Pts | J | G | N | P | Bp | Bc | Diff |  | Résultats (▼ dom., ► ext.) | REY | NAG | HIR | KOB |
| ---- | ------------------------ | --- | - | - | - | - | -- | -- | ---- |  | -------------------------- | --- | --- | --- | --- |
| 1    | Kashiwa Reysol (1)       | 11  | 6 | 3 | 2 | 1 | 13 | 5  | +8   |  | Kashiwa Reysol (1)         |     | 1-1 | 3-0 | 5-1 |
| 2    | Nagoya Grampus Eight (1) | 9   | 6 | 2 | 3 | 1 | 10 | 8  | +2   |  | Nagoya Grampus Eight (1)   | 1-1 |     | 2-1 | 3-0 |
| 3    | Sanfrecce Hiroshima (1)  | 7   | 6 | 2 | 1 | 3 | 8  | 11 | -3   |  | Sanfrecce Hiroshima (1)    | 0-2 | 4-2 |     | 1-0 |
| 4    | Vissel Kobe (1)          | 5   | 6 | 1 | 2 | 3 | 6  | 13 | -7   |  | Vissel Kobe (1)            | 2-1 | 1-1 | 2-2 |     |

### Groupe E
| Rang | Équipe                 | Pts | J | G | N | P | Bp | Bc | Diff |  | Résultats (▼ dom., ► ext.) | IWA | YOK | KYO | FUK |
| ---- | ---------------------- | --- | - | - | - | - | -- | -- | ---- |  | -------------------------- | --- | --- | --- | --- |
| 1    | Júbilo Iwata (1)       | 14  | 6 | 4 | 2 | 0 | 12 | 6  | +6   |  | Júbilo Iwata (1)           |     | 0-0 | 2-1 | 4-2 |
| 2    | Yokohama Flügels (1)   | 11  | 6 | 3 | 2 | 1 | 5  | 3  | +2   |  | Yokohama Flügels (1)       | 1-2 |     | 1-0 | 1-0 |
| 3    | Kyoto Purple Sanga (1) | 4   | 6 | 1 | 1 | 4 | 5  | 9  | -4   |  | Kyoto Purple Sanga (1)     | 1-3 | 0-1 |     | 1-0 |
| 4    | Avispa Fukuoka (1)     | 3   | 6 | 0 | 3 | 3 | 6  | 10 | -4   |  | Avispa Fukuoka (1)         | 1-1 | 1-1 | 2-2 |     |

### Meilleures deuxièmes
| Rang | Équipe                          | Pts | J | G | N | P | Bp | Bc | Diff |
| ---- | ------------------------------- | --- | - | - | - | - | -- | -- | ---- |
| 1    | Yokohama Flügels (1) (Gr.E)     | 11  | 6 | 3 | 2 | 1 | 5  | 3  | +2   |
| 2    | Urawa Red Diamonds (1) (Gr.C)   | 10  | 6 | 2 | 4 | 0 | 9  | 3  | +6   |
| 3    | Nagoya Grampus Eight (1) (Gr.D) | 9   | 6 | 2 | 3 | 1 | 10 | 8  | +2   |
| 4    | Verdy Kawasaki (1) (Gr.B)       | 9   | 6 | 2 | 3 | 1 | 9  | 8  | +1   |
| 5    | Shimizu S-Pulse (1) (Gr.A)      | 9   | 6 | 2 | 3 | 1 | 7  | 6  | +1   |

### Phase finale
|  | Quarts de finale     | Quarts de finale     | Quarts de finale     | Quarts de finale     |                  |                  | Demi-finales | Demi-finales | Demi-finales | Demi-finales |  |  | Finale | Finale | Finale | Finale |
|  |                      |                      |                      |                      |                  |                  |              |              |              |              |  |  |        |        |        |        |
|  |                      |                      |                      |                      |                  |                  |              |              |              |              |  |  |        |        |        |        |
|  |                      |                      |                      |                      |                  |                  |              |              |              |              |  |  |        |        |        |        |
|  | Yokohama Flügels     | Yokohama Flügels     | 0                    | 3                    |                  |                  |              |              |              |              |  |  |        |        |        |        |
|  | Yokohama Flügels     | Yokohama Flügels     | 0                    | 3                    |                  |                  |              |              |              |              |  |  |        |        |        |        |
|  | Kashiwa Reysol       | Kashiwa Reysol       | 1                    | 0                    |                  |                  |              |              |              |              |  |  |        |        |        |        |
|  | Kashiwa Reysol       | Kashiwa Reysol       | 1                    | 0                    | Yokohama Flügels | Yokohama Flügels | 1            | 0            |              |              |  |  |        |        |        |        |
|  |                      |                      |                      |                      | Yokohama Flügels | Yokohama Flügels | 1            | 0            |              |              |  |  |        |        |        |        |
|  |                      |                      | Júbilo Iwata         | Júbilo Iwata         | 0                | 2ap              |              |              |              |              |  |  |        |        |        |        |
|  | Urawa Red Diamonds   | Urawa Red Diamonds   | Júbilo Iwata         | Júbilo Iwata         | 0                | 2ap              | 0            | 2            |              |              |  |  |        |        |        |        |
|  | Urawa Red Diamonds   | Urawa Red Diamonds   |                      |                      |                  |                  |              | 2            |              |              |  |  |        |        |        |        |
|  | Júbilo Iwata         | Júbilo Iwata         | 0                    | 3                    |                  |                  |              |              |              |              |  |  |        |        |        |        |
|  | Júbilo Iwata         | Júbilo Iwata         | 0                    | 3                    | Júbilo Iwata     | Júbilo Iwata     | 1            | 1            |              |              |  |  |        |        |        |        |
|  |                      |                      |                      |                      | Júbilo Iwata     | Júbilo Iwata     | 1            | 1            |              |              |  |  |        |        |        |        |
|  |                      |                      | Kashima Antlers      | Kashima Antlers      | 2                | 5                |              |              |              |              |  |  |        |        |        |        |
|  | Consadole Sapporo    | Consadole Sapporo    | Kashima Antlers      | Kashima Antlers      | 2                | 5                | 1            | 0            |              |              |  |  |        |        |        |        |
|  | Consadole Sapporo    | Consadole Sapporo    |                      |                      |                  |                  |              |              |              |              |  |  |        |        |        |        |
|  | Kashima Antlers      | Kashima Antlers      | 2                    | 7                    |                  |                  |              |              |              |              |  |  |        |        |        |        |
|  | Kashima Antlers      | Kashima Antlers      | 2                    | 7                    | Kashima Antlers  | Kashima Antlers  | 1            | 0            |              |              |  |  |        |        |        |        |
|  |                      |                      |                      |                      | Kashima Antlers  | Kashima Antlers  | 1            | 0            |              |              |  |  |        |        |        |        |
|  |                      |                      | Nagoya Grampus Eight | Nagoya Grampus Eight | 0                | 0                |              |              |              |              |  |  |        |        |        |        |
|  | Nagoya Grampus Eight | Nagoya Grampus Eight | Nagoya Grampus Eight | Nagoya Grampus Eight | 0                | 0                | 4            | 1            |              |              |  |  |        |        |        |        |
|  | Nagoya Grampus Eight | Nagoya Grampus Eight |                      |                      |                  |                  |              | 1            |              |              |  |  |        |        |        |        |
|  | JEF United Ichihara  | JEF United Ichihara  | 0                    | 1                    |                  |                  |              |              |              |              |  |  |        |        |        |        |
|  | JEF United Ichihara  | JEF United Ichihara  | 0                    | 1                    |                  |                  |              |              |              |              |  |  |        |        |        |        |
|  |                      |                      |                      |                      |                  |                  |              |              |              |              |  |  |        |        |        |        |

### Quart de finale
| Équipe                   | Aller | Total | Retour | Équipe                  |
| ------------------------ | ----- | ----- | ------ | ----------------------- |
| Consadole Sapporo (2)    | 1 - 2 | 1 - 9 | 0 - 7  | Kashima Antlers (1)     |
| Urawa Red Diamonds (1)   | 0 - 0 | 2 - 3 | 2 - 3  | Júbilo Iwata (1)        |
| Yokohama Flügels (1)     | 0 - 1 | 3 - 1 | 3 - 0  | Kashiwa Reysol (1)      |
| Nagoya Grampus Eight (1) | 4 - 0 | 5 - 1 | 1 - 1  | JEF United Ichihara (1) |

### Demi-finales
| Équipe               | Aller | Total | Retour  | Équipe                   |
| -------------------- | ----- | ----- | ------- | ------------------------ |
| Yokohama Flügels (1) | 1 - 0 | 1 - 2 | 0 - 2ap | Júbilo Iwata (1)         |
| Kashima Antlers (1)  | 1 - 0 | 1 - 0 | 0 - 0   | Nagoya Grampus Eight (1) |

### Finale
| Finale aller                                                 | Júbilo Iwata (1)                  | 1 - 2   | Kashima Antlers (1)                        | Stade Yamaha, Iwata                          |                                              |
| Samedi 22 novembre 1997 15h00 (UTC+9) (7h00 heure française) | Masashi Nakayama 74e              | (0 - 1) | 33e Akita · 86e Jorginho                   | Spectateurs : 10 437 Arbitrage : Kiyoshi Ota | Spectateurs : 10 437 Arbitrage : Kiyoshi Ota |
| Samedi 22 novembre 1997 15h00 (UTC+9) (7h00 heure française) | Dunga 44e · Kita 52e · Suzuki 58e | Rapport | 15e, 34e Narahashi · 74e Abe · 89e Mazinho | Spectateurs : 10 437 Arbitrage : Kiyoshi Ota | Spectateurs : 10 437 Arbitrage : Kiyoshi Ota |

| Finale retour                                                | Kashima Antlers (1)                                   | 5 - 1   | Júbilo Iwata (1)                                      | Stade de Kashima, Kashima                         |                                                   |
| Samedi 29 novembre 1997 15h00 (UTC+9) (7h00 heure française) | Soma 23e · Mazinho 28e 50e · Hasegawa 51e · Akita 84e | (2 - 0) | 73e Shimizu                                           | Spectateurs : 14 444 Arbitrage : Shinichiro Obata | Spectateurs : 14 444 Arbitrage : Shinichiro Obata |
| Samedi 29 novembre 1997 15h00 (UTC+9) (7h00 heure française) | Jorginho 4e · Okuno 9e · Mazinho 34e · Bismarck 37e   | Rapport | 44e, 57e Suzuki · 49e Kudo · 64e Batista · 68e Tanaka | Spectateurs : 14 444 Arbitrage : Shinichiro Obata | Spectateurs : 14 444 Arbitrage : Shinichiro Obata |

## Statistiques

### Meilleurs buteurs
|                    | Buteur            | Club                | Buts | MJ |
| ------------------ | ----------------- | ------------------- | ---- | -- |
| Médaille d'or      | Rade Bogdanović   | JEF United Ichihara | 8    | 6  |
| Médaille d'argent  | Wágner Lopes      | Bellmare Hiratsuka  | 8    | 6  |
| Médaille de bronze | Edílson           | Kashiwa Reysol      | 8    | 6  |
| 4                  | Jorge Dely Valdés | Consadole Sapporo   | 8    | 8  |
| 5                  | Jorginho          | Kashima Antlers     | 7    | 12 |